# Cristian Vogel
Cristian Vogel (* 1972 in Santiago de Chile, Chile) ist ein britischer DJ, Komponist und Musikproduzent im Bereich der Elektronischen Musik.

## Leben
Vogel wurde in Chile geboren, wuchs aber in Birmingham und Brighton auf. Ab 1991 studierte er an der University of Sussex Musik des zwanzigsten Jahrhunderts. Gemeinsam mit Si Begg betrieb er als Teil des Cabbage Head Collective in dieser Zeit das Kassettenlabel D & C Sight And Sound. Nach Stationen in Berlin und Barcelona lebt und arbeitet er heute in Kopenhagen.
Als erster, inoffizieller Release gilt ein Anfang der 1990er veröffentlichtes White Label. 1993 erschien sein selbstverlegtes Debütalbum Inevitable Technology als Audiokassette auf dem Label D & C Sight And Sound. 1993 und 1994 veröffentlichte Vogel auf dem renommierten Label Mille Plateaux mehrere EPs. Außerdem gründete er zusammen mit Si Begg das Label Mosquito Records. Es folgte auch eine Zusammenarbeit mit Thomas P. Heckmann. 1994 erschien außerdem das zweite Cristian-Vogel-Album Beginning to Understand. Von da an wurde Cristian Vogel als DJ in ganz Europa gebucht. Ab 1994 schloss er sich nebenbei mit seinem alten Labelpartner Si Begg zu dem Projekt Blue Arsenal zusammen. Unter diesen Namen erschienen 5 EP’s unter anderen auf dem Berliner Label Tresor Records und dem eigenen Label Mosquito Records. 1997 begann er mit dem britischen Sänger Jamie Lidell unter dem Namen Super Collider zusammenzuarbeiten. Daraus entstanden ab 1998 bisher 2 Alben und 6 EP’s. Später kamen Avantgarde-Musikproduktionen für Film und Theater hinzu.
Im Rahmen seines Plattenlabels Rise Robots Rise schuf er außerdem das No-Future-Forum, eine Diskussions-Plattform für musikalisch Gleichgesinnte.
Cristian Vogel veröffentlichte auch Tonträger unter den Namen Trurl and Klapaucius, Big C, DJ Decay, Julia Decay und NEL. Er war unter anderem an den Projekten Black E, Night Of The Brain und The Manimals (Mit Dave Tarrida und Tobias Schmidt) beteiligt.

## Diskografie (Auswahl)

### Alben
- 1994: Beginning to Understand (Mille Plateaux)
- 1995: Absolute Time (Tresor Records)
- 1996: Specific Momentific (Mille Plateaux)
- 1996: Body Mapping (Tresor Records)
- 1997: All Music has come to an End (Tresor Records)
- 1999: Busca Invisibles (Tresor Records)
- 2000: Rescate 137 (Novamute)
- 2002: Dungeon Master (Tresor Records)
- 2005: Station 55 (Novamute)
- 2007: Music For The Creations Of Gilles Jobin (Station 55 Records)
- 2007: The Never Engine (Tresor Records)
- 2010: Black Swan (Sub Rosa)
- 2012: The Inertials (Shitkatapult)
- 2013: Eselsbrücke (Sub Rosa)
- 2014: Moved By Magnets (als SGR* ^ CAV; The Tapeworm)
- 2014: Polyphonic Beings (Shitkatapult)
- 2016: The Assistenz (Shitkatapult)
- 2024: NEL Adventures (EPM Music)

### EPs
- 1994: Infra EP (Magnetic North)
- 1994: Lambda EP (Magnetic North)
- 1994: Intersync EP (Force Inc. Music Works)
- 1994: Narco Synthesis EP (Ferox)
- 1995: Conscious Arrays EP (Force Inc)
- 1997: Two fat Downloads 88 EP (Primevil)
- 1999: Boom Busine EP (Mosquito)
- 2009: Crust Cloud Chunks (Snork Enterprises)
- 2010: Time To Feed The Alien EP (Snork Enterprises)
- 2015: 1994 EP (Edition Cristian Vogel)

### Singles
- 1994: We equate Machines with Funkiness (Mosquito)
- 1994: Tales from the Heart (Force Inc)
- 1995: Defunkt #1 (Solid)
- 1995: Artists in Charge of Expert Systems (Mosquito)
- 1996: The Visit: Defunkt #2 (Solid)
- 1996: Demolish Serious Culture (Sativae)
- 1998: Defunkt Remixes (Solid)
- 1998: Syncopate to Generate (Sativae)
- 1999: General Arrepientase (Tresor)
- 2000: Whipaspank (Novamute)
- 2001: La Isla Piscola (Novamute)
- 2001: Me and My Shadow (Novamute)
- 2001: Sirius Is A Freund (Archiv #01) (Tresor)
- 2004: The Second Paper (NIT)
- 2005: 1968.Holes (Novamute)
- 2009: Crust Cloud Chunks Remixes (Snork Enterprises)
- 2009: Endless Process EP (Artifexbcn Records)
- 2012: Enter The Tub (Shitkatapult)
- 2015: Arcane Trax (Heraldic.SPb)